# ميخائيل إسترادا
ميخائيل إسترادا (7 أبريل 1996 في الإكوادور - ) هو لاعب كرة قدم إكوادوري في مركز الهجوم. شارك مع منتخب الإكوادور لكرة القدم.

## مسيرته الكروية
لعب ميخائيل إسترادا خلال مسيرته الاحترافية مع 4 أندية في ثمانية مواسم وسجل خلالها 76 هدفًا ضمن 199 مباراة. ولم يفز بأي موسم بالكأس أو بالدوري.
خاض ميخائيل إسترادا مسيرته مع نادي ماكارا في موسم 2013 في المرة الأولى واستمر معه طيلة ثلاثة مواسم ثم ما بين عامي 2019 و2020 لمدة موسم واحد، مشاركًا طوالها في 97 مباراة سجل خلالها 38 هدفًا. ثم انتقل إلى نادي ديبورتيفو إل ناسيونال ما بين عامي 2016 و2017 لمدة موسم واحد، حيث شارك في 40 مباراة سجل خلالها 18 هدفًا. لينتقل بعدها إلى نادي إنديبندينتي ديل فال في عامي 2017-2019 ولمدة موسمين، مشاركًا في 55 مباراة سجل خلالها 18 هدفًا أيضًا. ثم انتقل إلى نادي تولوكا في موسم 2019–20 لمدة موسم واحد، مشاركًا في 7 مباريات سجل خلالها هدفين.

## وصلات خارجية
- ميخائيل إسترادا على موقع الدوري الأمريكي (الإنجليزية)
- ميخائيل إسترادا على موقع إي إس بي إن إف سي (الإنجليزية)
- ميخائيل إسترادا على موقع قاعدة بيانات كرة القدم.إي يو (الإنجليزية)
- ميخائيل إسترادا على موقع ليكيب (الفرنسية)
- ميخائيل إسترادا على موقع ناشيونال فوتبول تيمز (الإنجليزية)
- ميخائيل إسترادا على موقع Soccerway.com (الإنجليزية)
- ميخائيل إسترادا على موقع عالم كرة القدم.نت (الإنجليزية)